# Багдасарян, Арсен
Арсен Багдасарян (туркм. Arsen Bagdasaryan; 11 марта 1977) — туркменский футболист, защитник. Выступал за сборную Туркменистана.

## Биография
На старте карьеры выступал за «Копетдаг», с которым в 1996 году стал серебряным призёром чемпионата Туркменистана и обладателем Кубка страны. В ходе сезона 1997/98 перешёл в другой столичный клуб — «Ниса», в её составе неоднократно был чемпионом (1998/99, 2001, 2003), серебряным (2002, 2004) и бронзовым (2000) призёром национального чемпионата. В 2000 году также числился в заявке казахстанского клуба «Восток», но не сыграл ни одного матча. В 2005 году перешёл в «Газчи» (Газаджак), с этим клубом завоевал серебряные награды чемпионата. В конце карьеры провёл 6 матчей в чемпионате Узбекистана за ташкентский «Трактор».
Выступал за олимпийскую сборную Туркменистана.
3 ноября 1999 года дебютировал в национальной сборной Туркменистана в товарищеском матче против Эстонии, заменив на 89-й минуте Арслана Аннаовезова. Свой второй и последний матч сыграл 28 апреля 2004 года против Армении, провёл на поле первые 12 минут игры. Был в составе сборной страны, участвовавшей в финальном турнире Кубка Азии 2004 года в Китае, но не выходил на поле.